# Flávia Saraiva
Flávia Saraiva, född 30 september 1999, är en brasiliansk gymnast.

## Karriär
Vid världsmästerskapen i artistisk gymnastik 2023 tog Saraiva brons  i fristående. Hon ingick även i det brasilianska laget som tog silver i lagtävlingen.